# Pwaamèi
Le pwaamèi est une langue kanak du nord parlée par 223 locuteurs (2019) néo-calédoniens. Il est classé dans la branche malayo-polynésienne centrale-orientale des langues austronésiennes. Ne bénéficiant d'aucune aide institutionnelle, il est en voie d'extinction.